# Augustinerkloster Eschwege

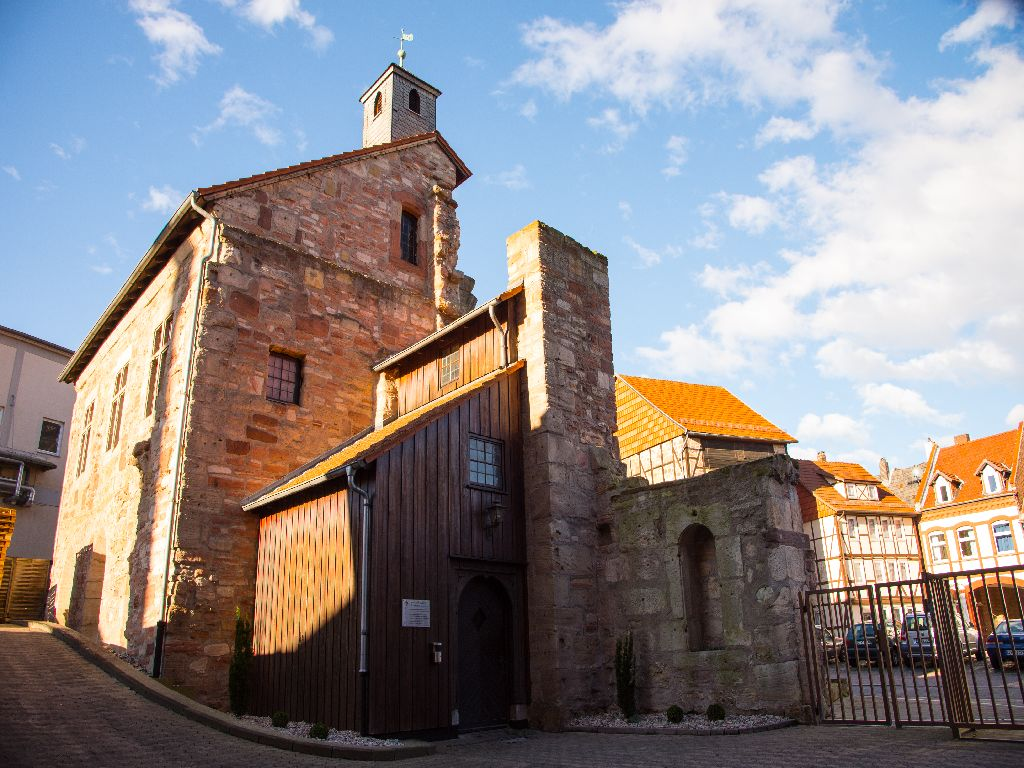
Ehemalige Klosterkapelle

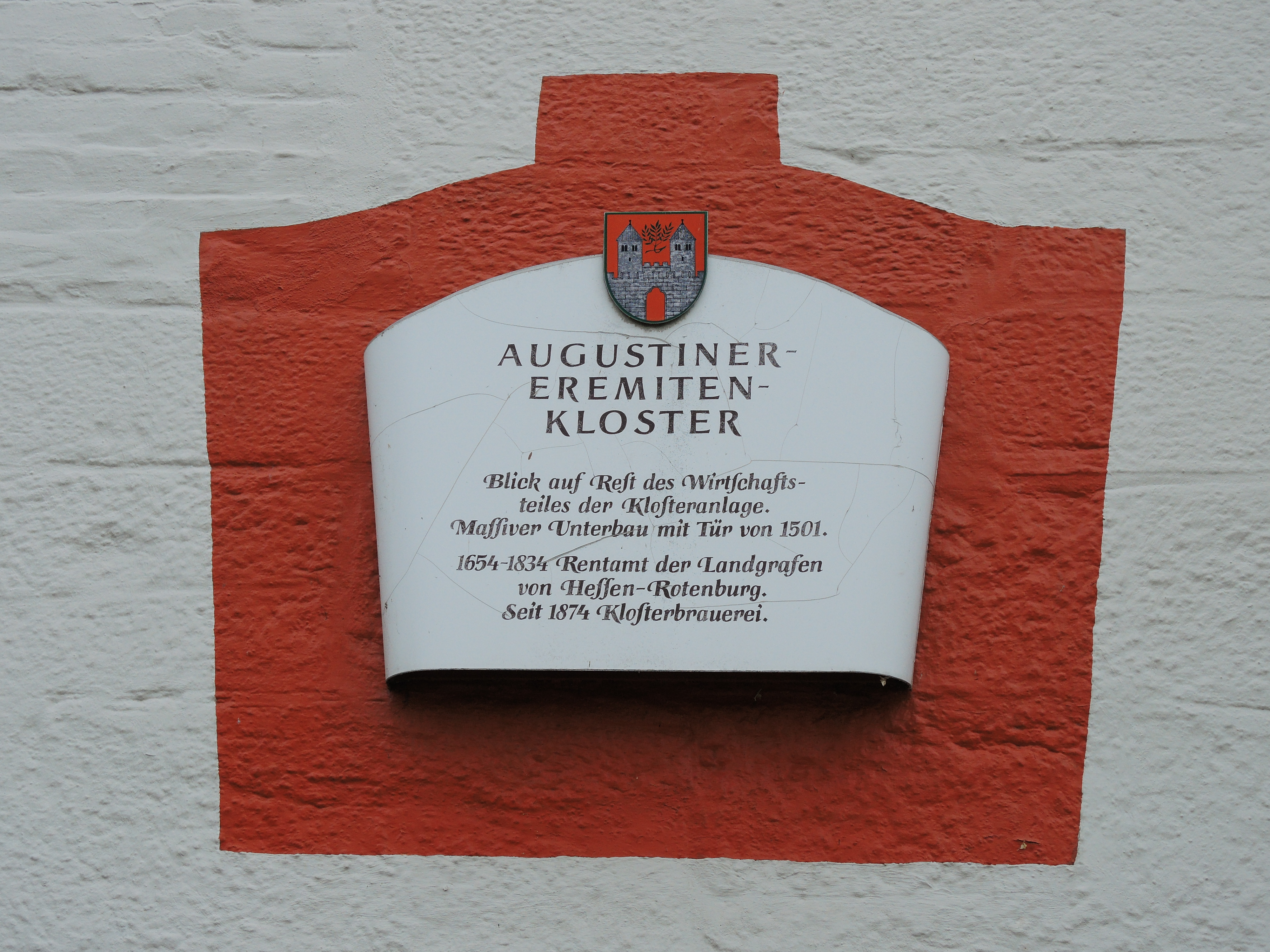
Schild am Augustinerkloster in der Breiten Straße

Das Augustinerkloster Eschwege war ein Kloster der Augustiner-Eremiten in Eschwege. Seine Ursprünge liegen im 13. Jahrhundert.

## Geschichte

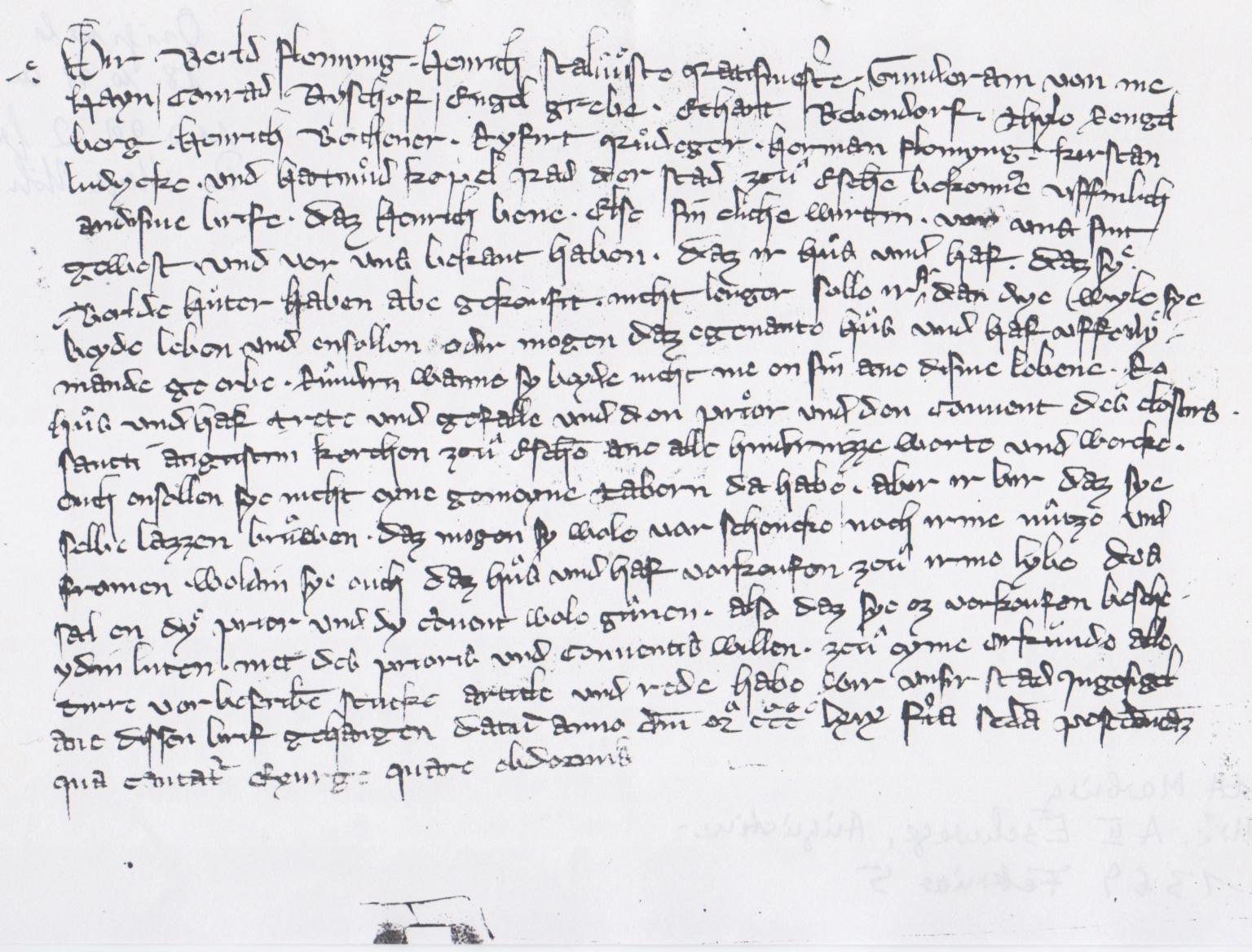
Urkunde

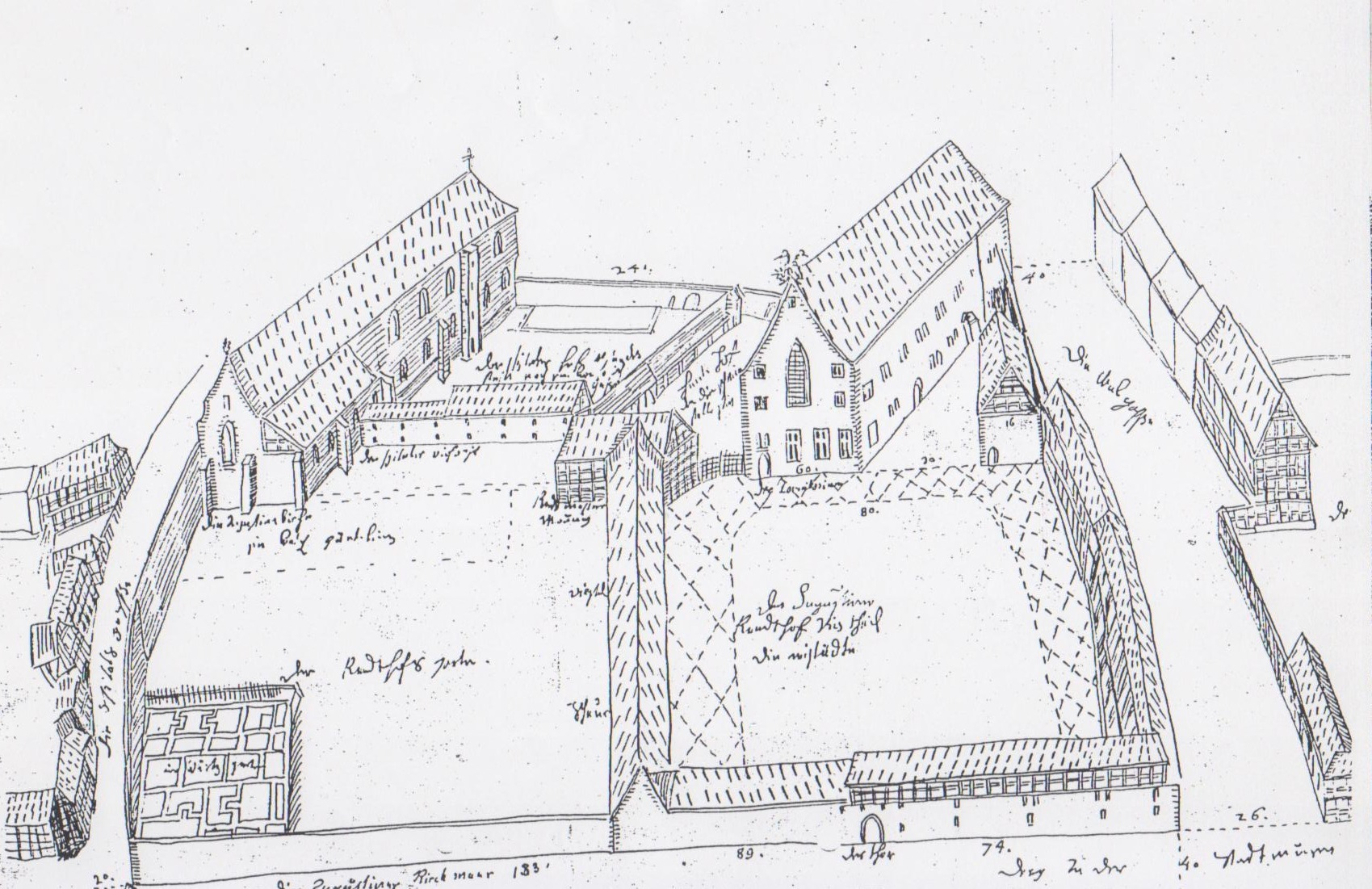
Skizze Klosteranlage

Laut einer Urkunde vom September 1278 schenkten die Äbtissin Kunegund und der Konvent des Nonnenklosters Cyriaci (Cyriakusstift) in Eschwege auf Bitten der Bürger und des Rats zu Eschwege den Brüdern vom Orden des heiligen Augustinus ein Grundstück innerhalb der Stadtmauern zum Bau eines Bethauses und anderer notwendiger Gebäude. Das Grundstück im südöstlichen Winkel der Altstadt war ein Teil des späteren Klosterbezirks, den vor Anfügung der Neustadt an die Altstadt die Stadtmauer bzw. Umwallung entlang der Straße hinter der Stadtmauer und der späteren Wallgasse begrenzte. Unweit davon führte das Leimentor aus der Stadt hinaus (heute Kreisel Goldbachstraße/Humboldtstraße). Im Lauf der nächsten Jahre vergrößerte sich das Klostergrundstück um weitere angrenzende Gebäude und Grundstücke. Am 1. Mai 1366 bekundete Landgraf Heinrich zu Spangenberg, dass er den Augustinern erlaube, „heimeliche Kammern“ (Aborte) auf ihrem dem Kloster gegenüberliegenden Hof (heute neben dem Parkhaus/Zinnfigurenmuseum) neu zu bauen und durch eine über die Straße führende Brücke mit dem Kloster zu verbinden. „Ferner soll niemand den durch das Kloster fließenden Bach, den sie wie bisher zur Reinigung der Kammern benutzen wollen, ableiten dürfen“.
Einer Urkunde zufolge begannen die Augustinermönche 1369, im Kloster Bier zu brauen. Im Juli 1500 schlossen die Mönche einen Vertrag über die Nutzung ihrer Quelle und den Ausbau des Wasserweges durch das Kloster hindurch zum Markt. Das Augustiner-Kloster verfügte in dieser Zeit über eine Bibliothek, welche von den Insassen auch benutzt wurde.
1527 wurde das Kloster nach der Einführung der Reformation in der Landgrafschaft Hessen aufgelöst. Bei der Säkularisierung wurden die verbliebenen 20 Patres und 6 Laienbrüder „kläglich“ abgefunden. 1559 wurde ein Teil des Klosters abgetrennt und dem Hospital St. Elisabeth überlassen. Dieses baute die Kirche zum Wohnhaus um. 1629 versuchten Jesuiten das Kloster wiederherzustellen
Beim Großen Stadtbrand im „Kroatenjahr“ 1637 wurden die Klostergebäude zerstört. Die baulichen Überreste wurde 1648–1654 zum Renthof umgebaut, der 1654–1834 als Rentamt der Landgrafen von Hessen-Rheinfels bzw. Rotenburg diente.
1872 wurde der landgräflich-hessische Renthof vom preußischen Staat für 12.400 Taler an die Stadt Eschwege verkauft, die hier eine Realschule einrichten wollte. 1875 verkaufte die Stadt das Areal an den Bierbrauer Jacob Andreas weiter.
Bei Bauarbeiten in der Breiten Straße/Hospitalplatz im Jahr 1989 wurden die Fundamente der alten Klosterkirche freigelegt. Die Kirche entsprach mit ca. 9 m Breite und 45 m Länge der von Landgraf Moritz vor der Zerstörung 1637 wiedergegebenen langgestreckten Bauform.

## Heutiger Zustand

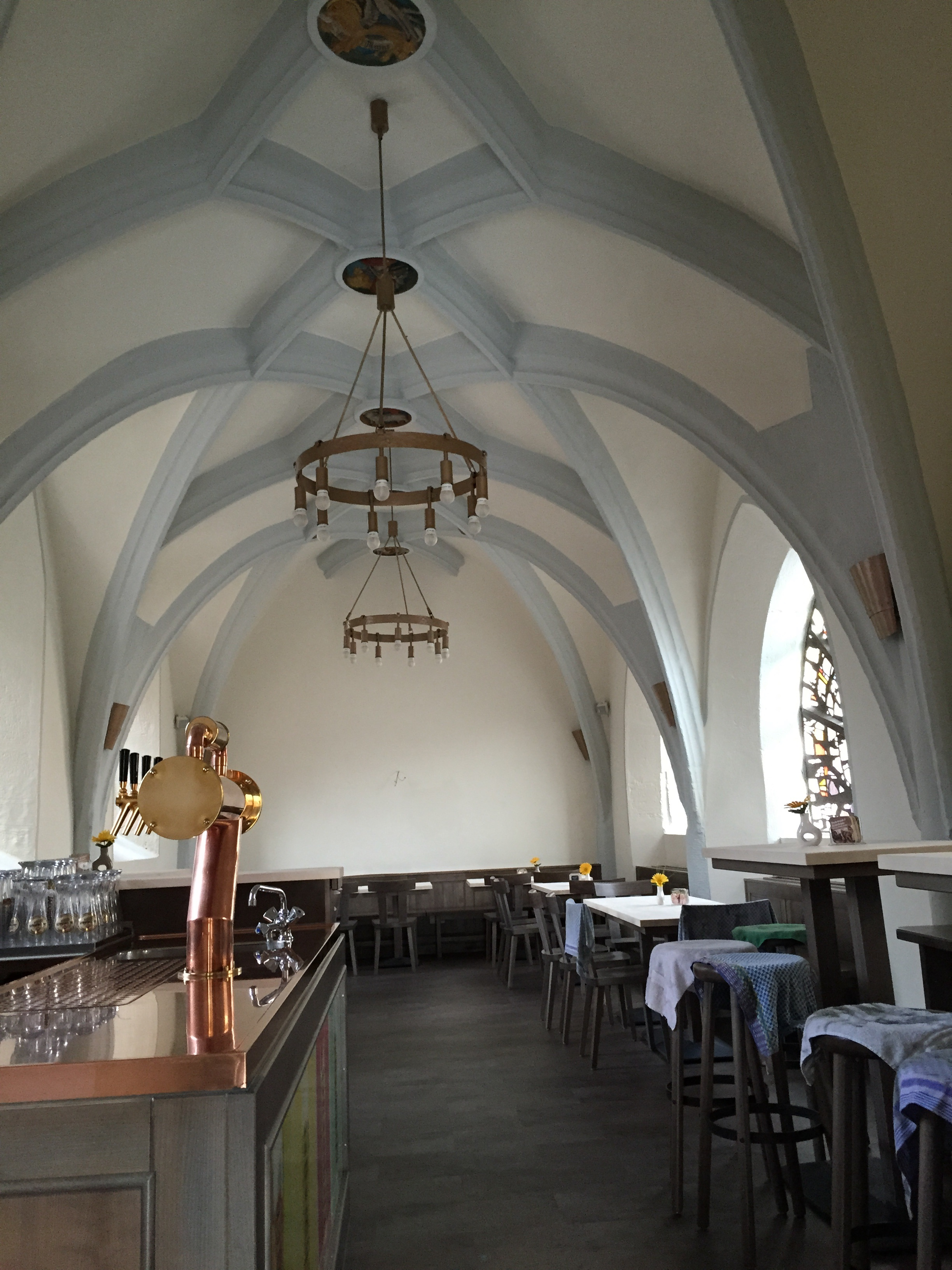
Kapelle

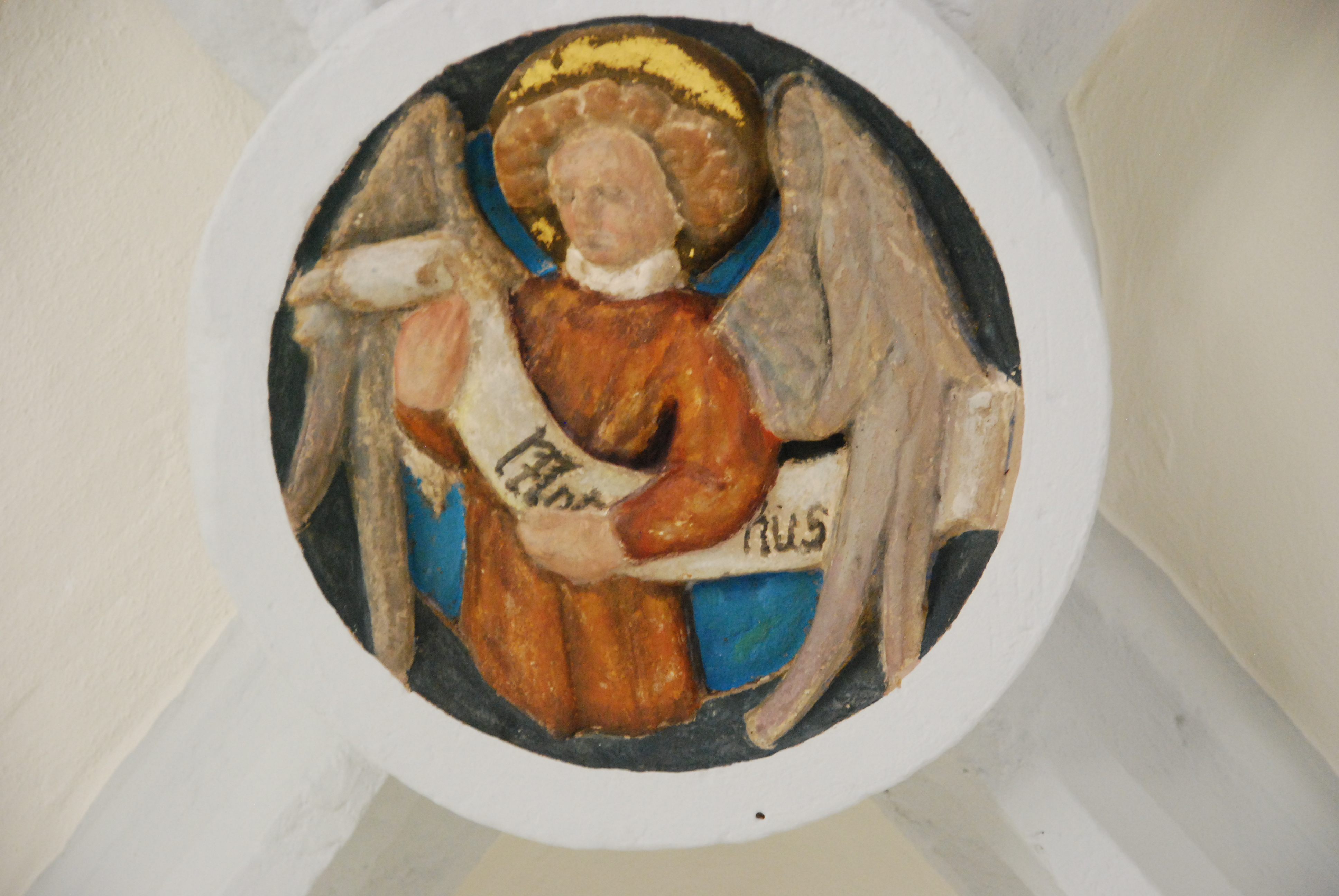
Deckenverzierung in der Kapelle

Bis heute werden die Keller von der Eschweger Klosterbrauerei unter anderem als Lagerkeller, Filterkeller und Gärkeller genutzt. Es ist nur noch ein Teil des Kellergeschosses erhalten, vier mächtige viereckige Pfeiler mit Kanten tragen ein Kreuzgratgewölbe. Gerüchten zufolge soll von diesem Raum via Marktplatz eine unterirdische Verbindung zum Frauenstift auf dem Schulberg (Cyriacusstift) geführt haben.
Die 1976 sanierte spätgotische Klosterkapelle kann besichtigt werden und ist seit 2016 Zweigstelle des Standesamtes. Im Erdgeschoss befindet sich ein Gastraum.
Die Schlusssteine im Gewölbe des Erdgeschosses zeigen die Symbole der Evangelisten Johannes = Adler, Lukas = Stier, Markus = Löwe, Matthäus = Engel, sowie das Lamm als Symbol Christi und den Kirchenvater Hieronymus.
Vom großen Steinbau in der südwestlichen Ecke blieben beim großen Stadtbrand im Jahr 1637 nur das Tiefparterre sowie das erste Stockwerk verschont. Dort bestehen noch die alten ca. 120 cm dicken Wände. Zur Klosterstraße hin zeigt das Gebäude die kleinen Fenster des Erstbaues. Vom Hof aus sind zwei größtenteils zugemauerte Türbogen zu erkennen. Am aus kernigem Eichenholz bestehenden Balkenwerk des Tiefparterres ist die vor dem Dreißigjährigen Krieg übliche Bauweise erkennbar. Über dem Eingang im Klosterhof befindet sich eine in den Stein gehauene lateinische Inschrift, die besagt: „Mit dem Umbau dieses im Jahre 1278 errichteten Hauses ist am 4. der Kalenden des März im Jahre des Herrn 1501 begonnen worden“ (also am 26. Februar 1501).
Von der Klosterstraße führte eine heute verschlossene Tür ins Haus. Sie trägt im oberen Teil in Holzschnitzerei den Namen des Brauereigründers Andreas und die damalige Hausnummer 541. An der südlichen Klostermauer, dem Hause Wallgasse 29 gegenüber, ist noch einigermaßen deutlich ein zugemauerter Haupteingang zu erkennen.